# PaKA
PaKA (Przegląd KAbaretów Amatorskich) – ogólnopolski festiwal grup kabaretowych odbywający się raz w roku od 1985 r. w Krakowie; początkowo w Centrum Kultury Rotunda aż do jej zamknięcia w październiku 2016. Od tego czasu przegląd odbywał się w kinie Kijów (2017) oraz dwukrotnie w Nowohuckim Centrum Kultury (2018, 2019). W 2020 festiwal został zaplanowany w Klubie Studio, jednak z powodu pandemii COVID-19 nie odbył się.
Organizatorem festiwalu jest Stowarzyszenie Promocji Sztuki Kabaretowej PaKA. Od 1992 przez wiele lat konferansjerem PaKI był Piotr Bałtroczyk.
Od 2018 i 2019 PaKA była transmitowana w Telewizji Polsat w ramach programu Kabaret na żywo.

## Formuła festiwalu
PaKA odbywała się nieprzerwanie od 1985 r. Pierwsza edycja odbyła się bez części konkursowych eliminacji. Obecnie co roku do PaKI zgłasza się około 100 kabaretów. Pomysłodawcą festiwalu i jego współorganizatorem był Mirosław Wujas.
Od 1991 r. festiwalowi towarzyszą Warsztaty Kabaretowe. Oprócz PaKI Stowarzyszenie Promocji Sztuki Kabaretowej PaKA organizuje też takie imprezy jak festiwale Improfest i Niebywalencja, oraz Mazurska Noc Kabaretowa, Zimowe Konfrontacje Kabaretowe czy Letni Turniej Kabaretowy.

## Nagrody PaKI[13]
| I      | 1985 | • Jacek Fedorowicz • Władysław Kozakiewicz • prof. Lucjan Suchanek • Maciej Zembaty | • Kabaret Skążeś Jest                           | • Kabaret Fajf • I z Poznania i z Torunia                    | • Kabaret Jagiellonia                          | • Kabaret Ergo                                                                     |                                 |                                                            |               |
| II     | 1986 | • Andrzej Drawicz • Jacek Fedorowicz • Wojciech Młynarski • Piotr Skrzynecki • Maciej Zembaty | • Kabaret Potem                                 | • Kabaret Koń Polski • Kabaret Potem                         | • Kabaret Ergo                                 | • Kabaret U Haka Ze Słupi                                                          |                                 |                                                            |               |
| III    | 1987 | • Jacek Fedorowicz • Zygmunt Konieczny • Jerzy Markuszewski • Jerzy Stuhr • prof. Lucjan Suchanek | • Kabaret Potem                                 | nie przyznano                                                | • Kabaret Dzyps • Kabaret Fajf • Kabaret 'i'   | nie przyznano                                                                      |                                 |                                                            |               |
| IV     | 1988 | • Zygmunt Konieczny • Jerzy Markuszewski • prof. Lucjan Suchanek • Jan Józef Szczepański • Maciej Szumowski                                                                                                 | • Drugi Garnitur z Formacji Zaś                 | • Kabaret Bez Nas                                            | • Kabaret Dzyps                                | • Kabaret Ergo                                                                     |                                 |                                                            |               |
| V      | 1989 | • Andrzej Drawicz • Zygmunt Konieczny • Jerzy Markuszewski • Jerzy Stuhr • prof. Lucjan Suchanek • Maciej Szumowski                                                                                         | • Kabaret Paka                                  | • Barszcz z krokietem z Formacji Zaś                         | • Kabaret Zezik • Kabaret piosenki Nijak       | • Kabaret Bez Nas                                                                  |                                 |                                                            |               |
| VI     | 1990 | • Jerzy Markuszewski • Zygmunt Konieczny • Andrzej Mleczko • Jerzy Stuhr • Maciej Szumowski • prof. Lucjan Suchanek • Jan Józef Szczepański                                                                 | nie przyznano                                   | nie przyznano                                                | nie przyznano                                  | nie przyznano                                                                      |                                 |                                                            |               |
| VII    | 1991 | • Jacek Fedorowicz • Zygmunt Konieczny • Andrzej Mleczko • Jerzy Markuszewski • prof. Lucjan Suchanek • Stanisław Tym • Jerzy Stuhr                                                                         | nie przyznano                                   | nie przyznano                                                | nie przyznano                                  | nie przyznano                                                                      |                                 |                                                            |               |
| VIII   | 1992 | • Zygmunt Konieczny • Jerzy Markuszewski • Andrzej Mleczko • Jan Józef Szczepański • Maciej Szumowski • prof. Lucjan Suchanek • Jerzy Stuhr • Stanisław Tym                                                 | nie przyznano                                   | nie przyznano                                                | nie przyznano                                  | nie przyznano                                                                      |                                 |                                                            |               |
| IX     | 1993 | • Jacek Fedorowicz • Jerzy Markuszewski • Andrzej Mleczko • Michał Ogórek • Maciej Szumowski • prof. Lucjan Suchanek • Jerzy Stuhr • ks. prof. Józef Tischner • Stanisław Tym                               | nie przyznano                                   | • Kabaret Autorski Rafała Kmity                              | • Kabaret Rabczur                              | • Kabaret Fajf                                                                     |                                 |                                                            |               |
| X      | 1994 | • Andrzej Drawicz • Andrzej Mleczko • prof. Lucjan Suchanek • Jan Józef Szczepański | • Quasi Kabaret Rafała Kmity                    | • Kabaret Artura I                                           | • Kabaret Ciach                                | • Kabaret Koalicja                                                                 |                                 |                                                            |               |
| XI     | 1995 | • Andrzej Mleczko • Zygmunt Konieczny • Michał Ogórek • Jan Józef Szczepański • prof. Lucjan Suchanek • Henryk Sawka                                                                                        | • Quasi Kabaret Rafała Kmity                    | • Grzegorz Halama Oklasky                                    | • Kabaret Bez Żyły Wałbrzych                   | • Kabaret Artura I • Kabaret Afera • Kabaret Ciach                                 |                                 |                                                            |               |
| XII    | 1996 | • Alosza Awdiejew • Jacek Fedorowicz • Mikołaj Grabowski • Adam Nowak • Henryk Sawka • prof. Lucjan Suchanek • Nina Terentiew • Stanisław Tym • Zbigniew Zamachowski                                        | • Kabaret Moralnego Niepokoju • Ireneusz Krosny | • Kabaret Jurki                                              | nie przyznano                                  | • Kabaret Po Żarcie • Kabaret Afera                                                |                                 |                                                            |               |
| XIII   | 1997 | • Alosza Awdiejew • Jacek Fedorowicz • Zygmunt Konieczny • Jerzy Markuszewski • Krzysztof Materna • Henryk Sawka • prof. Lucjan Suchanek • Nina Terentiew • Stanisław Tym                                   | • Formacja Chatelet                             | • Kabaret Moralnego Niepokoju • Kabaret Po Żarcie            | nie przyznano                                  | • Kabaret im. Romana w Radomiu                                                     |                                 |                                                            |               |
| XIV    | 1998 | • Alosza Awdiejew • Jacek Fedorowicz • Zygmunt Konieczny • Jerzy Markuszewski • Krzysztof Materna • Henryk Sawka • prof. Lucjan Suchanek • Nina Terentiew • Stanisław Tym                                   | • Kabaret Mumio                                 | • Formacja Chatelet                                          | • Grupa MoCarta • Kabaret im. Romana w Radomiu | nie przyznano                                                                      |                                 |                                                            |               |
| XV     | 1999 | • Alosza Awdiejew • Jerzy Derfel • Jacek Fedorowicz • Krzysztof Materna • Andrzej Mleczko • Michał Ogórek • Henryk Sawka • prof. Lucjan Suchanek • Michał Tarkowski • Stanisław Tym • Krystyna Zachwatowicz | nie przyznano                                   | • Absurdalny Kabaret • Kabaret Strzały z Aurory              | • Kabaret Szum • Kabaret Dno                   | nie przyznano                                                                      |                                 |                                                            |               |
| XVI    | 2000 | • Jerzy Derfel • Manuela Gretkowska • Henryk Sawka • prof. Lucjan Suchanek • Michał Tarkowski • Nina Terentiew • Stanisław Tym                                                                              | • Kabaret Kuzyni                                | • Kabaret Dno                                                | • Grupa MoCarta • Kabaret Szum                 | • Kabaret E.K.                                                                     |                                 |                                                            |               |
| XVII   | 2001 | • Jerzy Derfel • Michał Ogórek • Henryk Sawka • prof. Lucjan Suchanek • Michał Tarkowski • Stanisław Tym | nie przyznano                                   | • Kabaret Dno • Kabaret Limo                                 | • Kabaret Ani Mru-Mru • Kabaret Słuchajcie     | nie przyznano                                                                      |                                 |                                                            |               |
| XVIII  | 2002 | • Jerzy Derfel • Krzysztof Jasiński • Mariusz Lubomski • Michał Ogórek • Henryk Sawka • prof. Lucjan Suchanek                                                                                               | nie przyznano                                   | • Jachim Presents                                            | • Kabaret Ani Mru-Mru • Steffen Möller         | • Kabaret Kaczka Pchnięta Nożem                                                    |                                 |                                                            |               |
| XIX    | 2003 | • Jacek Fedorowicz • Manuela Gretkowska • Krzysztof Jasiński • Michał Ogórek • Henryk Sawka • prof. Lucjan Suchanek • Stanisław Tym                                                                         | • Kabaret Ani Mru-Mru                           | • Kabaret Łowcy.B                                            | • Kabaret Neo-Nówka                            | • Kabaret Kwartet Okazjonalny                                                      |                                 |                                                            |               |
| XX     | 2004 | • Jacek Fedorowicz • Krzysztof Jasiński • Zenon Laskowik • Michał Ogórek • Jerzy Stuhr • prof. Lucjan Suchanek • Stanisław Tym                                                                              | nie przyznano                                   | • Kabaret Limo • Kabaret To Za Duże Słowo                    | • Kabaret Kwartet Okazjonalny                  | • Kabaret Słuchajcie                                                               |                                 |                                                            |               |
| XXI    | 2005 | • Rafał Kmita • Zenon Laskowik • Mariusz Lubomski • Michał Ogórek • Henryk Sawka • prof. Lucjan Suchanek | nie przyznano                                   | • Egri Bikaver Ensemble                                      | • Kabaret Młodych Panów                        | • Kabaret Neo-Nówka                                                                |                                 |                                                            |               |
| XXII   | 2006 | • Jacek Fedorowicz • Zenon Laskowik • Rafał Kmita • Michał Ogórek • Andrzej Sikorowski • prof. Lucjan Suchanek                                                                                              | nie przyznano                                   | • Kabaret Limo                                               | • Kabaret Neo-Nówka                            | • Kabaret Smile • Kabaret Młodych Panów                                            | • Kabaret Smile                 |                                                            |               |
| XXIII  | 2007 | • Stanisław Tym • Jacek Fedorowicz • Rafał Kmita • Zenon Laskowik • Jan Peszek • prof. Lucjan Suchanek • Zbigniew Zamachowski                                                                               | nie przyznano                                   | • Kabaret Młodych Panów                                      | • Kabaret Czesuaf                              | • Kabaret Skeczów Męczących • Kabaret Napád                                        | • Grupa Pantomimiczna MIMIKA    |                                                            |               |
| XXIV   | 2008 | • Anna Dymna • Jacek Fedorowicz • Rafał Kmita • Michał Ogórek • prof. Lucjan Suchanek • Stanisław Tym | nie przyznano                                   | • Kabaret Widelec • Kabaret Świerszczychrząszcz              | nie przyznano                                  | • Kabaret Hlynur                                                                   | • Kabaret Młodych Panów         |                                                            |               |
| XXV    | 2009 | • Jacek Fedorowicz • Rafał Kmita • Zenon Laskowik • prof. Lucjan Suchanek • Robert Górski • Stanisław Tym (w funkcji konsultanta)                                                                           | • Kabaret Macież                                | • Dasza Von Yock • Kabaret Nowaki                            | • Kabaret Czesuaf                              | • Babeczki z Rodzynkiem                                                            | • Kabaret PUK                   |                                                            |               |
| XXVI   | 2010 | • Stanisław Tym • Krzysztof Jaślar • Rafał Kmita • Michał Ogórek | nie przyznano                                   | • Liquidmime • Kabaret Chyba                                 | • Kabaret Szarpanina                           | • Kabaret Svenson Band • Kacper Ruciński                                           | • Liquidmime                    |                                                            |               |
| XXVII  | 2011 | • Krzysztof Jaślar • Dariusz Kamys • Ireneusz Krosny • prof. Jacek Popiel • Zbigniew Zamachowski | • Kabaretus Fraszka • Liquidmime                | • Ścibor Szpak                                               | • Kabaret Szarpanina                           | • Stado Umtata                                                                     | • Ścibor Szpak                  |                                                            |               |
| XXVIII | 2012 | • Maria Czubaszek • Tomasz Jachimek • Dariusz Kamys • Ireneusz Krosny • prof. Jacek Popiel • Maciej Stuhr                                                                                                   | • Ścibor Szpak                                  | • Michał Kempa i Diapazony • Kabaret Nic Nie Szkodzi         | • Kabaret Puk • Marcin Sitek                   | • Kabaret Zygzak                                                                   | • Kabaret Nic Nie Szkodzi       |                                                            |               |
| XXIX   | 2013 | • Tomasz Jachimek • Krzysztof Jaślar • Joanna Kołaczkowska • Ireneusz Krosny • prof. Jacek Popiel • Marcin Wójcik                                                                                           | • Kabaret 7 minut Po                            | • Kabaret K2                                                 | • Famous Jim Williams                          | • Kabaret Inaczej                                                                  | • Ścibor Szpak                  |                                                            |               |
| XXX    | 2014 | • Krzysztof Jaślar • Dariusz Kamys • Rafał Kmita • Ireneusz Krosny • prof. Jacek Popiel • Marcin Wójcik | nie przyznano                                   | • Kabaret 7 minut Po                                         | • Kabaretowi Sakreble                          | • Karol Kopiec • Sekcja Muzycznej Kołłątajowskiej Kuźni Prawdziwych Mężczyzn z Olą | nie przyznano                   |                                                            |               |
| XXXI   | 2015 | • Jacek Fedorowicz • Krzysztof Jaślar • Dariusz Kamys • Rafał Kmita • Jacek Kołodziej • Marcin Wójcik | nie przyznano                                   | • Fair Play Crew • Karol Kopiec                              | nie przyznano                                  | • Kabaret Nic Nie Szkodzi                                                          | • Fair Play Crew                |                                                            |               |
| XXXII  | 2016 | • Jacek Fedorowicz • Krzysztof Jaślar • Rafał Kmita • Jacek Kołodziej • Marcin Wójcik | • Wojciech Fiedorczuk                           | • Kabaret Czołówka Piekła                                    | • Kabaret A jak!                               | • Szymon Łątkowski                                                                 | • David Mbeda Ndege             | • kabaret A jak! za Zygmunta Mecha                         |               |
| XXXIII | 2017 | • Jacek Federowicz • Zenon Laskowik • Krzysztof Jaślar • Jerzy Jan Połoński • Jacek Kołodziej | nie przyznano                                   | • Sekcja Muzyczna Kołłątajowskiej Kuźni Prawdziwych Mężczyzn | • Kabaret A jak!                               | • Kabaret Czołówka Piekła                                                          | • Kabaret Trzecia Strona Medalu | • Kabaret BudaPesz za łóżeczko ze skeczu „Tak się złożyło” |               |
| XXXIV  | 2018 | • Beata Harasimowicz • Zofia Czerwińska • Ewa Błachnio • Marcin Wójcik • Robert Korólczyk • Rafał Kmita | • Kabaret FiFa-RaFa                             | • Grzegorz Dolniak                                           | • Paulina Potocka                              | • Kiatkowski i Bank                                                                | • Szymon Łątkowski              | • FiFa-RaFa                                                |               |
| XXXV   | 2019 | • Rafał Kmita | • Robert Korólczyk                              | • Sambor Dudziński                                           | • Kabaret Czołówka Piekła                      | • Grupa Po Omacku                                                                  | • Kwiatkowski i Bank            | • Arkadiusz „Pan” Pawłowski                                | • Kabaret Dno |

## Nagrody dodatkowe
2004
- Nagroda Publiczności: Kabaret Limo oraz Kabaret To Za Duże Słowo
- Wyróżnienie: Kabaret Profil

2005
Wyróżnienia: Kabaret Kwartet Okazjonalny i Grupa Inicjatyw Teatralnych
2006
- Nagroda Publiczności: Kabaret Skeczów Męczących oraz Kabaret Neo-Nówka
- Nagroda Dziennikarzy: Kabaret Limo oraz Kabaret Neo-Nówka
- Nagroda specjalna – rzeźba Stańczyka za stawianie czoła nietolerancji oraz nagroda za wartości sokratejskie w kabarecie (wycieczka dla dwóch osób do Grecji): Kabaret Limo
- Nagroda dla najbardziej oszczędnego kabaretu (50% rabatu na rachunki w lokalu Drukarnia na Kazimierzu) oraz wyróżnienie za śledztwo kabaretowe w postaci WasserWanny ufundowanej przez Gazetę Wyborczą: Kabaret Neo-Nówka
- Prawo do wylewnego pożegnania Jerzego Stuhra przed Jego odlotem Balonem Młodych z Rynku Głównego w Krakowie podczas Laurealiów: Kabaret Hlynur
- Nagroda dla stale dobrze zapowiadającego się kabaretu (zapowiedź „pierwszego garnituru” konferansjerów, podczas koncertu laureatów PaKI 2006): Kabaret Młodych Panów
- Wyróżnienie za najbardziej pokojowe nastawienie do świata (łuk bez strzały) ufundowane przez Andrzeja Sikorowskiego[h]: Kabaret To Za Duże Słowo
- Wyróżnienie za skecz „Gotuj z Hassanem”: Kabaret To Za Duże Słowo
- Wyróżnienie za skecz „Skandynawski romans”: Kabaret Hlynur
- Wyróżnienie za skecz „Agencja do wynajęcia”: Kabaret Skeczów Męczących

2007
- Nagroda Dziennikarzy (równowartość rocznego abonamentu radiowo-telewizyjnego): Kabaret Napád
- Nagroda Specjalna: Grupa Pantomimiczna Mimika oraz Kabaretus Fraszka
- Nagroda dla kabaretu stawiającego czoło nietolerancji w postaci rzeźby Stańczyka oraz nagroda za wartości sokratejskie w kabarecie: Kabaret Młodych Panów
- Nagroda – kwadrans z rektorem Uniwersytetu Jagiellońskiego: Kabaret Napád
- Wyróżnienia: nagroda Jana Rokity oraz wiersz Artura Andrusa napisany na cześć kabaretu: Babeczki z Rodzynkiem

2008
- Nagroda Publiczności: Kabaret Świerszczychrząszcz oraz Kabaret Smile
- Nagroda Dziennikarzy: Kabaret Widelec
- „Dla kabaretu, który umie czytać i pisać”. Nagroda ufundowana przez Lucjana Suchanka w postaci pióra i książki pt. „Rosjoznawstwo. Wprowadzenie do studiów nad Rosją. Podręcznik akademicki pod redakcją Lucjana Suchanka.”: Kabaret Hlynur
- Nagroda dla kabaretu, któremu udało się zmierzyć z precyzją manometru nastroje publiczności i niezwykle udanie na te nastroje odpowiedzieć. Nagroda ufundowana przez firmę Eurotherm z Tych w postaci nowoczesnego urządzenia pomiarowego: Kabaret Snobów
- Nagroda „Złotego Prokopa” za skecz pt. „Żółwie z Galapagos”. Nagroda w postaci zaproszenia na przez Dorotę Wellman i Marcina Prokopa w terminie dogodnym dla wszystkich stron na śniadanie..... w warszawskim barze mlecznym: Kabaret Świerszczychrząszcz

2009
- Nagroda Publiczności: Kabaret Nowaki[i]
- Wyróżnienie jury: kabaret PUK

2011
- Nagroda Publiczności: Ścibor Szpak i Liquidmime

Nagroda „Złoty myślnik Przekroju” oraz Nagroda Specjalna Zbigniewa Zamachowskiego: Ścibor Szpak
2012
- Nagroda Publiczności: Ścibor Szpak i Kabaret PUK
- Nagroda Specjalna im. Mirka Wujasa za najlepszą puentę: Ścibor Szpak

2013
- Nagroda Publiczności: Kabaret Inaczej i Kabaret 7 minut po
- Nagroda Specjalna im. Mirka Wujasa za najlepszą puentę: Kabaret K2

2014
- Nagroda Publiczności: Kabaret Inaczej i Kabaret 7 minut po
- Nagroda Specjalna im. Mirka Wujasa za najlepszą piosenkę: Ola Pobiedzińska

2015
- Nagroda Publiczności: Fair Play Crew i Kabaretu Inaczej
- Nagroda Specjalna im. Mirka Wujasa za najlepszą piosenkę: Kabaret Róbmy Swoje

2016
- Nagroda Publiczności: David Mbeda Ndege i A jak!
- Nagroda Specjalna im. Mirka Wujasa za najlepszą piosenkę: Kabaret BudaPesz

2017
- Nagroda Publiczności: A jak! i BudaPesz
- Nagroda Specjalna im. Mirka Wujasa za najlepszą piosenkę: Sekcja Muzyczna Kołłątajowskiej Kuźni Prawdziwych Mężczyzn

2018
- Nagroda Publiczności: Szymon Łątkowski, Grzegorz Dolniak
- Nagroda Specjalna im. Mirka Wujasa za najlepszą piosenkę: Kabaret A jak!

2019
- Nagroda Publiczności: Czołówka Piekła, Grupa Po Omacku
- Nagroda Specjalna im. Mirka Wujasa za najlepszą piosenkę: Kabaret Chyba

## Statystyki PaKI
Grand Prix

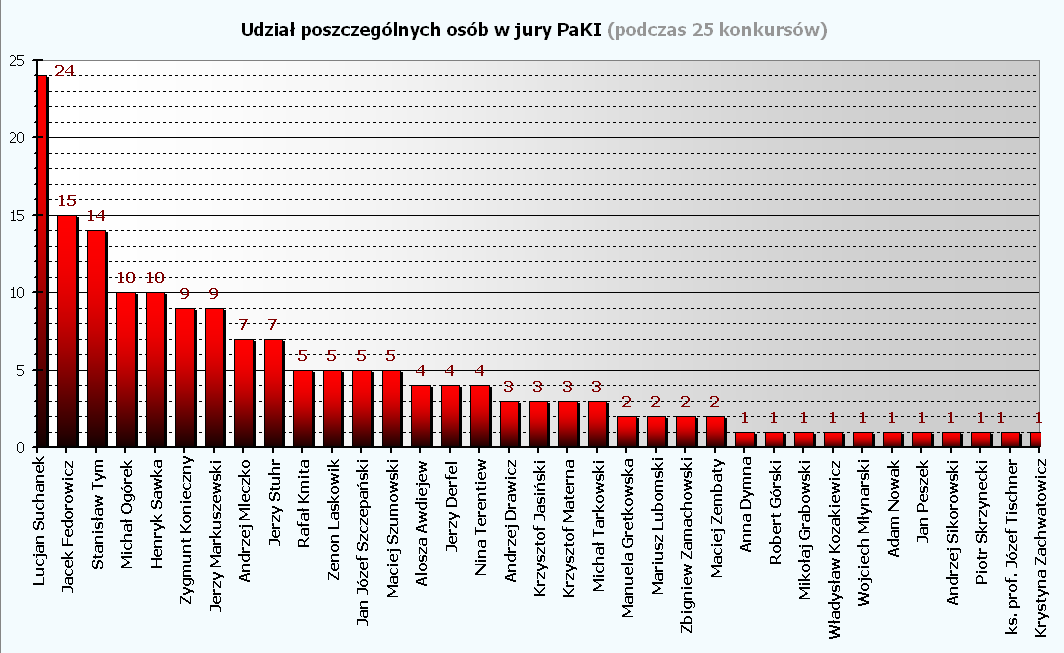
Skład osobowy jury po 25 przeglądach

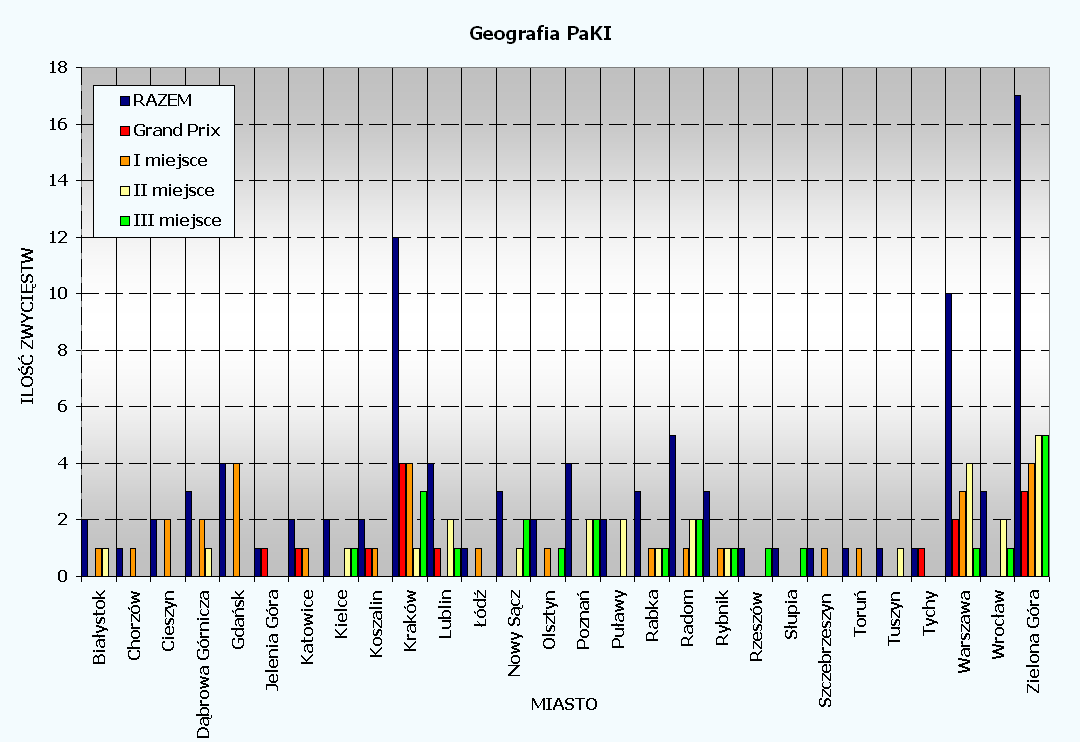
Finaliści PaKI według miast

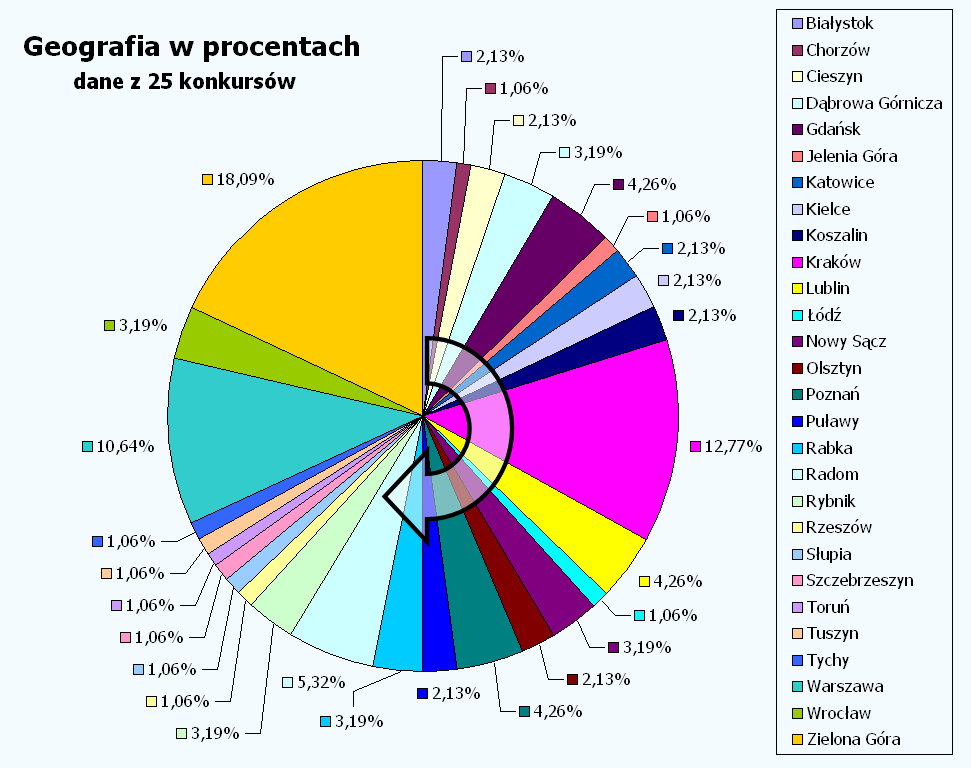
Geografia PaKI w procentach
(kliknij, żeby powiększyć)

W ciągu 33 przeglądów tylko 17 razy jury przyznało najwyższą nagrodę Grand Prix, z czego dwa razy (w 1996 i 2011 r.) podwójną. Dwóm kabaretom udało się dwukrotnie zdobyć Grand Prix – są to Kabaret Potem i Quasi Kabaret Rafała Kmity.
Jury
Podczas 32 PaK w jury zasiadło 51 osób. Najczęstszym jurorem był prof. Lucjan Suchanek (24 razy), następnie satyryk Jacek Fedorowicz (18 razy) oraz Stanisław Tym (16 razy). Felietonista Michał Ogórek oraz artysta kabaretowy i reżyser Rafał Kmita zasiadał w jury 11 razy, rysownik Henryk Sawka 10 razy, a reżyser Jerzy Markuszewski i kompozytor Zygmunt Konieczny po 9.
Najliczniejsze jury było w 1999 r. – 11-osobowe, najmniej liczne (4 osoby) w 1985 r. podczas pierwszego przeglądu oraz w 1994 i w 2010 roku. Najczęściej w jury zasiadało 6 osób.
Geografia kabaretowa
- Najczęściej laureatami PaKI były kabarety z Zielonej Góry (ok. 18%), drugim najbardziej docenionym ośrodkiem jest Kraków (ok. 13%), a trzecim Warszawa (ok. 10,5%).
- Najwyższą nagrodę Grand Prix – jury przyznało 4 razy kabaretom z Krakowa i 3 razy grupom z Zielonej Góry. 1. miejsce czterokrotnie otrzymały kabarety z Krakowa i z Gdańska, natomiast 2. i 3. miejsce najczęściej przypadało w udziale zespołom z Zielonej Góry – po 5 razy.